# 语词矛盾
语词矛盾（拉丁语：Contradictio in adiecto），也翻译作形容词矛盾、形容语的矛盾、定义中的矛盾，意即两个互不兼容的名词和修饰它的形容词连结起来所产生的矛盾，例如，「有角的圆」、「木材的铁」等。
弗里德里希·尼采称，勒内·笛卡尔赋予思维自我的“直接确定性”（"immediate certainty"）和阿图尔·叔本华赋予意志的“直接确定性”，是一种涉及到形容语矛盾的表达方式，是名词和形容词之间的矛盾。